# Euphoberiidae
Euphoberiidae – rodzina wymarłych wijów z gromady dwuparców i kohorty Archipolypoda. Jedyna z monotypowego rzędu Euphoberiida. Ich skamieniałości pochodzą z pensylwanu (karbon) i znajdowane są na terenie Europy oraz Ameryki Północnej.
Rodzinę tę wprowadził w 1882 S.H. Scudder, a takson Euphoberiida utworzył dla niej w 1969 R.L. Hoffman. Należą do niej 3 rodzaje:
- Acantherpestes Meek et Worthen, 1868
- Euphoberia Meek et Worthen, 1868
- Myriacantherpestes Bruke, 1972

Euphoberiidae są dominującą grupą wijów w zapisie kopalnym pensylwanu i stanowią najlepiej morfologicznie poznaną rodzinę Archipolypoda. Osiągały do 30 cm długości, a liczba segmentów budujących ich tułów wynosiła więcej niż 20, ale mniej niż 60. Głowę miały wyposażoną w małe czułki osadzone na przyśrodkowych nabrzmiałościach i duże, być może złożone oczy. Diplosegmenty miały pleuryty zlane z tergitami i wolne sternity. Tylne części tergitów (metatergity) wyposażone były w dwa rzędy parzystych, rozgałęzionych kolców. Przy nasadach kolców bocznej pary ulokowane były ozopory (otwory gruczołów obronnych). Przetchlinki znajdowały się na sternitach, po bokach bioder. Odnóża były 6-członowe, z długimi udami. Samce przynajmniej części gatunków miały pośrodku ciała zmodyfikowane odnóża, ale służyły one raczej przytrzymywaniu samicy niż kopulacji. Zakończenie ciała stanowił pierścień preanalny, łuska wentralna i para walw analnych.
Obok form dorosłych znane są również osobniki młodociane z rodzaju Euphoberia. Miały one mniejszą liczbę omatidiów, krótsze kolce na tergitach i 6 lub 7 beznogich segmentów na końcu tułowia.

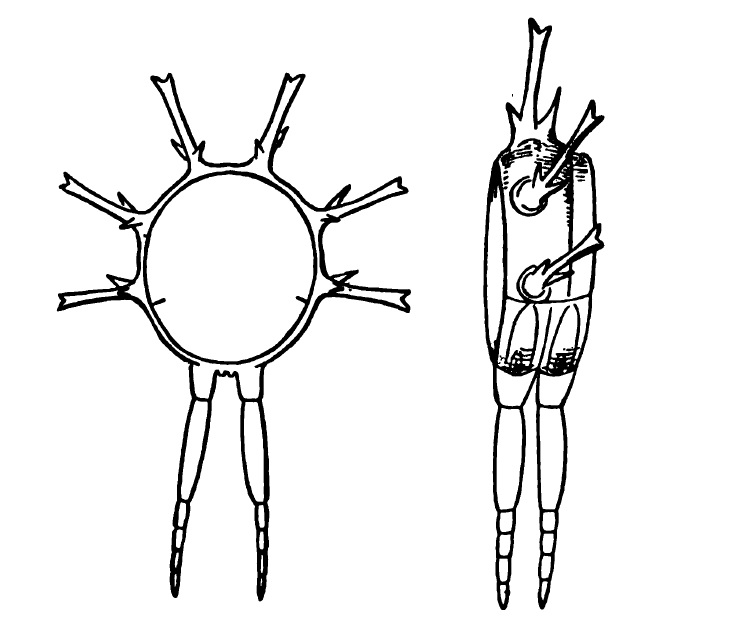
Diplosegment Euphoberiidae wg Scudder, 1882
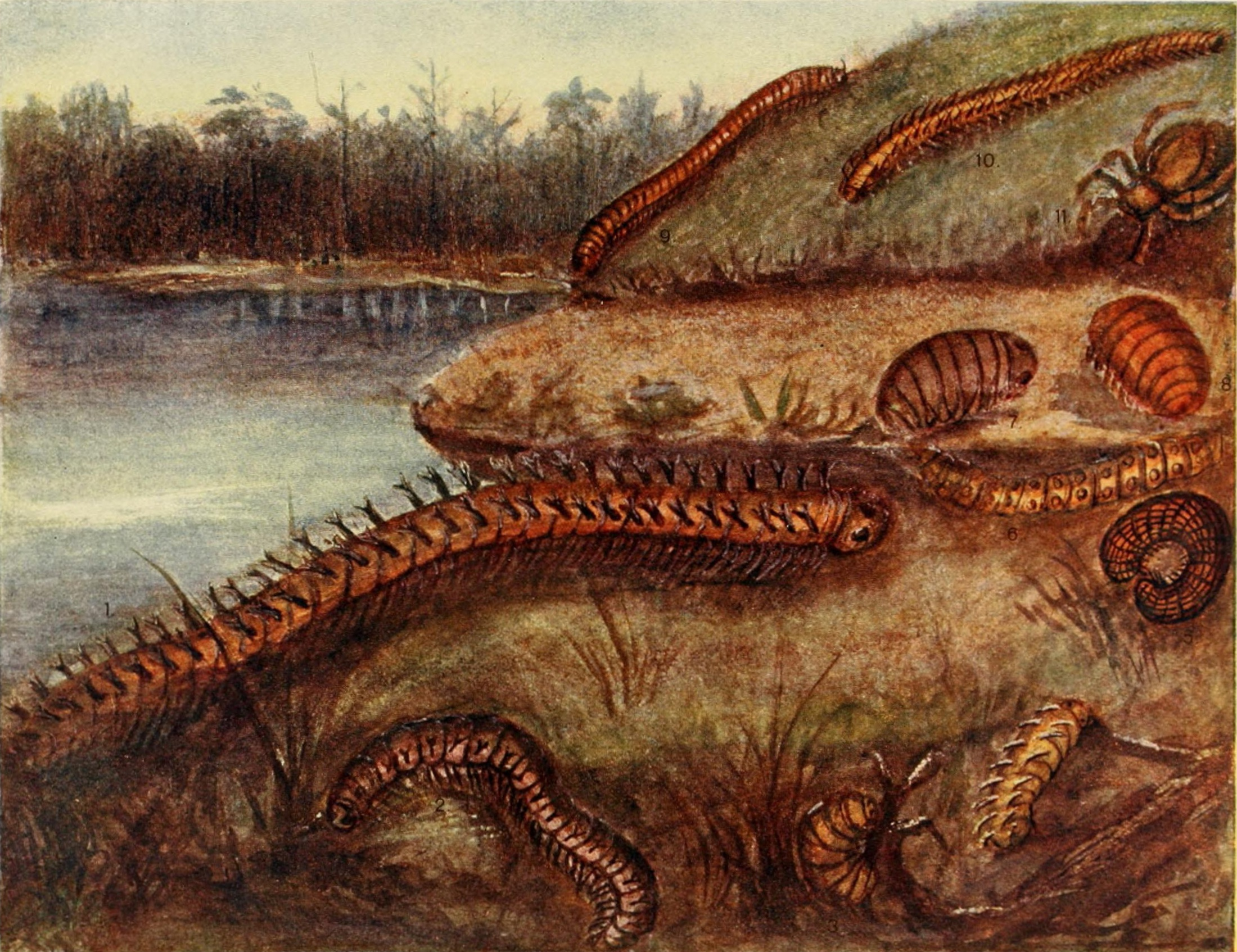
Grafika Antonína Friča (1899) z karbońskimi wijami Czech. Acantherpestes gigas oznaczony 1 (pierwszy plan). Euphoberia hystrix oznaczona 10 (koło pajęczaka)